# Оркут (Калифорнија)
Оркут (Калифорнија) (енгл. Orcutt) насељено је место без административног статуса у америчкој савезној држави Калифорнија.

## Демографија
По попису из 2010. године број становника је 28.905, што је 75 (0,3%) становника више него 2000. године.
| Група             | 2000.          | 2010.          |
| Белци             | 22.479 (78,0%) | 19.667 (68,0%) |
| Афроамериканци    | 403 (1,4%)     | 394 (1,4%)     |
| Азијати           | 924 (3,2%)     | 1.129 (3,9%)   |
| Хиспаноамериканци | 4.165 (14,4%)  | 6.870 (23,8%)  |
| Укупно            | 28.830         | 28.905         |